# Festival Uzès danse
Le festival Uzès danse a lieu chaque année à Uzès, une ville du département du Gard en France. Créé en 1995, la première édition aura lieu en juin 1996. Le festival présente chaque année, lors de la troisième semaine de juin, des créations chorégraphiques de danse contemporaine.

## Historique
Lors de sa création par Didier Michel et Bernard Babkine, l'événement a été nommé festival de la nouvelle danse. Il pérennise sa présence à Uzès en devenant dès l'année 2000 un centre de développement chorégraphique actif tout au long de l'année.
Avec le festival Uzès danse, c'est un nouveau mode de diffusion de l'art chorégraphique qui surgit avec lui. En 1996, le festival répercute cette époque charnière de la danse contemporaine où les grandes innovations se font rares mais où fourmillent les plaisirs simples et les petits trésors. Concocté avec la complicité de Maguy Marin (Présidente du Festival de 1996 à 1999), d'Angelin Preljocaj, de Pierre Droulers et de François Raffinot, le parti pris sera de mettre en relation directe le spectateur avec la danse. Du coup, jeunes chorégraphes et propositions audacieuses investissent pleinement la ville d'Uzès. Car l'autre particularité du festival celui de faire corps avec des lieux au passé prestigieux. Le festival Uzès danse fait souffler sur la ville, aux premiers jours de l'été, l'avant-garde de la danse avec des artistes alors peu connus tels qu'Emio Greco, Boris Charmatz, Akram Khan, Peeping Tom, Emanuel Gat... qui sont aujourd'hui les « coqueluches » des scènes prestigieuses internationales.
L'une des particularités d'Uzès danse est sa collaboration avec d'autres structures institutionnelles, telles des écoles ou hôpitaux. Malgré son annulation en 2014, le festival, qui a commencé modestement, devient vigintigénaire en 2015.